# Filisteísmo
Filisteísmo es un término peyorativo para designar las posturas conservadoras, particularmente en ámbitos intelectuales y artísticos. De origen alemán, se utilizó desde el siglo XIX en lengua inglesa. Por comparación con los antiguos filisteos (el pueblo enemigo de los israelitas en la Biblia), en el entorno cultural de la época victoriana se aplicaba a las personas vulgares, incultas y sin sensibilidad. En la actualidad está en desuso.
Filisteo, en este uso, es el que está cerrado a las artes, a las letras y a las invenciones. Proveniente del alemán Philister, el término se usaba en la jerga estudiantil para designar a los extranjeros analfabetos en las universidades (es decir, a los mercaderes o a los burgueses). El uso del término se extiende para calificar al tipo humano engreído, pagado de sí mismo, opuesto al comportamiento desinteresado; en palabras de Antoni Domènech, «filisteo es quien se resiste a valorar las cosas por sí mismas, concibiéndolas siempre como instrumentos para lograr otros fines».
Para la politóloga, periodista y filósofa alemana Hannah Arendt, en su libro de 1958 Entre el pasado y el futuro; el concepto tiene dos variantes:
- el filisteísmo barbárico
- el filisteísmo cultural.

## El filisteísmo barbárico
El filisteísmo barbárico es una noción definida por Arendt como "un estado espiritual que juzga todo en términos de utilidad inmediata y de "valores materiales" y que por ende no tiene ningún interés en objetos y disciplinas próximas al arte.".
El mundo, según Arendt, es lo que vincula a los hombres en sus desacuerdos, consensos y divergencias, es lo que les es común, eso que crea un lazo entre ellos y lo que comparten. Ese mundo no es otra cosa que el conjunto de sus obras (arte y cultura) en la medida donde la apariencia del espíritu es la belleza.
Así, el que no tiene interés por las artes y la cultura, se aparta de las cosas bellas, emancipadoras, fuentes de elevación, de liberación y de unidad. Se preocupa sobre todo de las cosas materiales, mundanas, rentables y no hace esfuerzos de pensamiento. esos incultos son descritos por Hannah Arendt como simples « acaparadores de dinero ».

## El filisteísmo cultural
El filisteísmo cultural es completamente distinto en la medida en la que se interesa efectivamente por la cultura pero por las razones equivocadas. 
Esta noción nos enfrenta al conjunto de personas que utilizan los bienes culturales como instrumentos o medios al servicio de su propio ascenso social. Son quienes tienen cierto interés por la cultura, con el fin de nutrir sus pasiones sociales y la búsqueda del poder y del prestigio. Son quienes consagran su tiempo al estudio de 'obras' únicamente para sacar un beneficio simbólico y una posición social que creen superior. Son intelectuales snobs que utilizan el arte como moneda de cambio para distinguirse y pertenecer a las clases dirigentes. Este proceso narcisista se pone en marcha cuando por ejemplo un filisteísta cultural instruye a otro individuo, sobre una noción desconocida por este último. Es en ese momento que el tendrá la impresión de brillar a los ojos del otro y suscitar su admiración. Este mecanismo social será efectuado bajo la máscara de hacerlo desinteresadamente.